# Col·legi professional
Els col·legis professionals són corporacions de dret públic, dotades de personalitat jurídica pròpia, integrades per totes les persones que exerceixen la professió de què es tracti. La finalitat dels col·legis professionals és la gestió dels interessos públics vinculats a l'exercici d'una professió determinada.
Els seus membres associats són coneguts com a col·legiats. Els que es dediquen a activitats manuals o artesanals formen organitzacions similars, conegudes com a gremis.

## Professió i Col·legi professional
El terme professió té un vessant objectiu relacionat amb l'ocupació laboral, el servei o treball propi de cada professió i un vessant subjectiu relacionat amb la dedicació a aquest treball, des del punt de vista de tria, vocació i de formació per desenvolupar-lo. En la societat actual es pot identificar com a professió una activitat diferenciable de d'altres, que ocupa a un grup de persones de forma estable en la producció de béns o serveis necessaris per a la societat, pels quals aquestes persones disposen d'uns coneixements i capacitats pròpies per la professió, que exigeixen d'una formació específica, que han d'emprar d'una forma ètica. Les competències professionals o conjunt de coneixement i habilitats necessàries per a desenvolupar una professió precisa d'una acreditació amb determinades titulacions acadèmiques, una formació específica superada, diferent per cada professió i que les fa diferenciables. El fet de relacionar les professions amb la producció de béns i serveis necessaris per a la societat insta les administracions a determinar quins serveis han de ser objecte d'una professió titulada i a regular l'oferta i pràctica d'aquests. Els governs, per tant, assumeixen una responsabilitat en la determinació de la formació específica per exercir les professions, per protegir els drets dels usuaris o clients, vetllar per l'ètica dels professionals i també pels seus drets, evitant l'intrusisme.
Els col·legis professionals integren les persones que exerceixen una determinada professió, la realitat com a base associativa que suposa s'ha d'encaixar amb la seva condició de corporacions de dret públic, compaginant les funcions públiques amb altres funcions privades. Per tant, l'organització col·legial ha de suposar la solució legal per integrar les professions en un sistema administratiu basat en la participació dels professionals i encarregat de la gestió dels interessos públics vinculats a l'exercici de la professió.
Les administracions així com regulen l'exercici de les professions titulades, també vetllen per un tractament de les condicions de les seves organitzacions associatives, per garantir el respecte dels interessos generals i dels corresponents als destinataris de l’activitat professional, establint normes amb principis bàsics relatius a la professió, condicions d’accés, incompatibilitats, drets i deures dels professionals.

## Objectius i característiques
Els objectius dels col·legis professionals solen ser:
- ordenació de l'exercici de les professions, procurant el prestigi i el perfeccionament;
- representació dels practicants o col·legiats i defensa dels seus drets;
- defensa dels interessos professionals dels col·legiats;
- garantir el compliment de la bona pràctica i de les obligacions deontològiques de la professió i,
- vetllar per una pràctica professional ètica, dels seus membres; cal que les actuació dels seus col·legiats responguin als interessos i a les necessitats de la societat en relació amb l'exercici professional de què es tracta

Aquests estatuts, redactats a la majoria dels col·legis professionals, al·ludeixen al desenvolupament de l'activitat corresponent a cada professió, on es marquen pautes d'actuació considerades de manera unànime com a ètiques i que contribueixen al bé social de la professió.

## Espanya
Els col·legis professionals són institucions públiques previstes a la Constitució espanyola de 1978 i són creades mitjançant una llei a petició dels professionals.
La Llei estatal de Col·legis Professionals de 1974 establí que els treballadors públics i qui treballa per a una administració pública han d'estar col·legiats.
A Espanya, la col·legiació obligatòria (a excepció de l'Administració Pública), la qual representa una excepció a la llibertat d'associació constitucionalment reconeguda, es justifica per l'especial rellevància i transcendència social d'aquestes professions i la seva consideració com d'interès públic.
A Catalunya, es consideren d'interès públic i d'especial rellevància social o econòmica les professions que es caracteritzen per l'aplicació de coneixements i tècniques per a l'exercici de les quals cal tenir un títol acadèmic universitari, que habiliti per a l'exercici professional i específicament per a l'exercici d'actes o la realització de prestacions essencials que afecten:
- La preservació de la salut de les persones, la garantia de les condicions sanitàries i la preservació del medi.
- La seguretat de les persones.
- La garantia de la conservació i administració dels béns i del patrimoni.
- L'exercici dels drets i el compliment dels deures constitucionals i estatutaris.
- La tutela dels drets i dels interessos de les persones i dels grups socials davant l'Administració de justícia i en els procediments de prevenció, negociació i solució de conflictes.
- El disseny i la direcció d'obres i d'infraestructures.
- El disseny de béns, mitjans i serveis destinats a l'ús públic.